# Ндола
Ндола (на английски: Ndola) е град в Северна Замбия, вторият по големина в страната след столицата Лусака. Главен административен център на провинция Копърбелт. Близо е (на около 10 km) до границата с Демократична република Конго. Основан е през 1904 г. Известен е като търговски град до края на 19-ото столетие. Важен промишлен център на регион Копърбелт. Жп и шосеен транспортен възел, има аерогара. Миннодобивен център. Производство на химикали, тухли и керемиди, тръби, шини, сапун, захар. Бутилиране на минерална вода. Преработка на медна и кобалтова руда. Университета на града е основан през 1965 г. Население около 400 000 жители (2006)

## Побратимени градове
- Порто, Португалия

## Личности родени в Ндола
- Розала (р. 1964), певица

## Личности починали в Ндола
- Даг Хамаршелд (1905–1961), Генерален секретар на ООН